# George Foreman
George Edward Foreman (Marshall, 10 de janeiro de 1949 – Houston, 21 de março de 2025) foi um pugilista e empreendedor norte-americano, duas vezes campeão mundial de boxe na categoria peso-pesado e medalhista de ouro nos Jogos Olímpicos de 1968.
Seus títulos mundiais foram em 1973 e 1994, sendo o último aos 45 anos, nocauteando o pugilista de 26 anos Michael Moorer no 10.º round e estabelecendo assim o recorde, ainda em vigor, de campeão com maior idade dentre os pesos-pesados. De 81 lutas, venceu 76, sendo 68 por nocaute. Junto de Muhammad Ali, Joe Frazier e Mike Tyson, é considerado um dos maiores pesos-pesados de todos os tempos. Fez sua última luta aos 48 anos, perdendo por decisão muito controversa. Em 2007, Foreman foi nomeado o 25.º melhor lutador dos últimos 80 anos pela revista The Ring e o 20.º melhor lutador de todos os tempos pelo canal de televisão ESPN. Apelidado de "Big George", tornou-se um homem de negócios bem-sucedido e um ministro cristão ordenado que tem sua própria igreja.
Foreman teve 10 filhos, e cinco deles são chamados George: George Jr., George III, George IV, George V, e George VI. Seus três filhos mais velhos são distinguidos entre si pelos apelidos "Monk", "Big Wheel" e "Little George". Após encerrar sua carreira esportiva, tornou-se um rosto popular para o público das novas gerações, quando passou a dedicar-se à promoção de grelhas com seu nome na televisão.

## Infância
George nasceu de uma família pobre em Marshall, Texas, Estados Unidos em 10 de janeiro de 1949.[carece de fontes?] Era o quinto filho de sete crianças e, desde pequeno, seus pais notavam seu talento durante os jantares da família, pois Foreman frequentemente envolvia-se em brigas com seus irmãos. Sua carreira de amador foi levada a sério na década de 1960, quando, em 1968, derrotando o pugilista soviético Ionas Chepulis, conquistou o título olímpico de boxe na categoria peso-pesado (+81 kg) na Cidade do México, México. Segundo Foreman, este foi o título mais importante de sua carreira, pois ele era jovem e estava representando seu país. Esta havia sido sua última vitória como amador, pois no final do ano, ele passaria a ser reconhecido como um boxeador profissional.

## Carreira profissional
Foreman, após um recorde amador de 21-6, tornou-se profissional em 1969 com um nocaute em três rounds sobre Donald Walheim em Nova Iorque. Ele tinha um total de 12 lutas nesse ano, vencendo todas elas (sendo 11 por nocaute). Entre os pugilistas que ele derrotou, havia Cookie Wallace, contra o qual sua luta durou apenas 23 segundos.
Em 1970, Foreman continuou sua marcha em direção ao indisputado título dos pesos-pesados, vencendo todas as suas doze lutas (11 por nocaute). Dentre os oponentes que ele derrotou, havia Gregorio Peralta, de quem venceu no Madison Square Garden, e George Chuvalo, de quem venceu por nocaute técnico (TKO) em três rounds. Após esta vitória impressionante, Foreman derrotou Charlie Polite em quatro rounds e Boone Kirkman em três.
Em 1971, George venceu mais sete lutas, incluindo uma revanche com Peralta, de quem venceu por nocaute ao décimo e último round em Oakland, Califórnia, e uma vitória sobre Leroy Caldwell, que foi nocauteado no segundo round. Após acumular um recorde de 32–0, Foreman foi classificado como o número um do boxe peso-pesado pela Associação Mundial de Boxe e o Conselho Mundial de Boxe. Em 1972, sua sequência de vitórias continuou com uma série de cinco lutas consecutivas, nas quais ele derrotou cada oponente em dentro de três rounds.

### The Sunshine Showdown (vs. Joe Frazier)
Ainda invencível, e com um impressionante recorde de nocautes, Foreman foi escolhido para desafiar o campeão do indisputado título mundial peso-pesado Joe Frazier, quem em 1971, havia vencido, sob uma decisão unânime, o anteriormente imbatível Muhammad Ali, seguindo o regresso de Ali aos ringues após um exílio de mais de três anos e meio.
A luta (chamada de The Sunshine Showdown) teve lugar em 22 de janeiro de 1973, em Kingston, Jamaica, com George derrubando Frazier seis vezes em dois rounds para vencer o campeonato por nocaute em meio a um dos maiores distúrbios em uma luta de boxe já ocorridos. No que foi a primeira transmissão de boxe da rede de televisão HBO, a chamada feita por Howard Cosell tornou-se uma das mais memoráveis em todos os esportes: "Frazier vai à lona! Frazier vai à lona! Frazier vai à lona!" Antes da luta, Frazier tinha um recorde de 29–0 (25 KO) e Foreman de 37–0 (34 KO). Igualmente memorável foi o soco final de George, um soco feito com tanta força que levantou Frazier do chão, antes de enviá-lo para a lona pela sexta vez. Frazier conseguiu se levantar, como ele tinha feito nas anteriores cinco derrubadas, porém o árbitro Arthur Mercante deu um fim à luta no segundo round. Foreman, no entanto, depois admitiu que estava com medo de Frazier antes da luta e foi um estreito gancho de esquerda que levou-o a terminá-la rapidamente.
Por vezes, ele foi caracterizado pela mídia como um campeão distante e antissocial. Segundo eles, George sempre parecia usar um sorriso de escárnio e frequentemente não estava disponível para a imprensa. Foreman atribuiria, posteriormente, seu comportamento durante esta época como uma emulação de Sonny Liston, a quem ele tinha sido um parceiro ocasional de boxe.
No entanto, passou a defender o seu título com sucesso duas vezes durante seu primeiro reinado como campeão. Sua primeira defesa de título, em Tóquio, fê-lo competir contra o campeão peso-pesado porto-riquenho José Roman. Roman não era considerado como um contendor top, e Foreman gastou apenas 2 minutos para terminar a luta, um dos mais rápidos nocautes em uma final de um campeonato peso-pesado. A próxima defesa de Foreman foi contra um adversário muito mais difícil. Em 1974, em Caracas, Venezuela, ele encarou Ken Norton, que carregava um recorde de 30–2, um pugilista notório pelo seu estranho estilo de boxe e defesa estilo "caranguejo", que havia quebrado o maxilar de Muhammad Ali, enquanto se defendia em pontos no ano anterior. As habilidades de Norton, no entanto, eram suspeitas, e Foreman colocou-o à prova. Em uma surpreendente exibição de agressão e poder nos socos, George nocauteou Norton em apenas dois rounds. A vitória fez de Foreman com o recorde de 40-0 com 37 nocautes.

### The Rumble in the Jungle (vs. Muhammad Ali)
A próxima defesa do título de Foreman, contra Muhammad Ali, foi histórica. Ali tinha um recorde de 44-2 (31 KO), com as únicas derrotas sendo para Frazier e Norton. Frazier havia derrubado Ali no 15º round em caminho a uma decisão unânime (9-6, 11-4 e 8-6-1), enquanto Ken Norton, que quebrou o maxilar de Ali no segundo round, venceu por uma decisão conturbada (4-7-1, 4-5-3 e 6-5-1) (estas derrotas foram, posteriormente, vingadas por Ali). Foreman, que tinha um recorde de 40-0 (37 KO), havia nocauteado Frazier e Norton, ambos no segundo round. Os únicos pugilistas que duraram grande tempo com George haviam sido Roberto Davila, Levi Forte e Gregorio Peralta.
Durante o verão de 1974, Foreman viajou para o Zaire (hoje República Democrática do Congo) para defender seu título contra Ali. A luta foi conhecida como The Rumble in the Jungle, literalmente A Luta na Selva.
Enquanto treinava no Zaire, Foreman sofreu um corte acima de seu olho, forçando o adiamento da luta por um mês. Ali usou este tempo para fazer uma excursão pelo Zaire, enaltecer a si ao público enquanto insultava seu adversário em todas as oportunidades que tivera. No entanto, Foreman era um grande favorito, devido, em grande parte, ao fato de que Frazier e Norton deram a Ali quatro difíceis lutas, e venceram-no, enquanto George derrotou ambos em TKO no segundo round. Mesmo assim, Ali aproveitava o adiamento da luta para se encorajar, angariando simpatizantes, ao passo que desdenhava seu adversário. Essa tática era um comportamento típico de sua personalidade, pois fez isso também com Joe Frazier nos meses que antecederam o combate.
Conforme o dia da luta se aproximava, Foreman mantinha sua serenidade, enquanto Ali continuava com sua campanha para deturpar a imagem de seu oponente, fazendo um marketing bem-sucedido. O jovem invicto campeão Foreman agora tornava-se um carrasco que precisava ser derrotado, "nem que seja por pontos", enfatizava Ali.

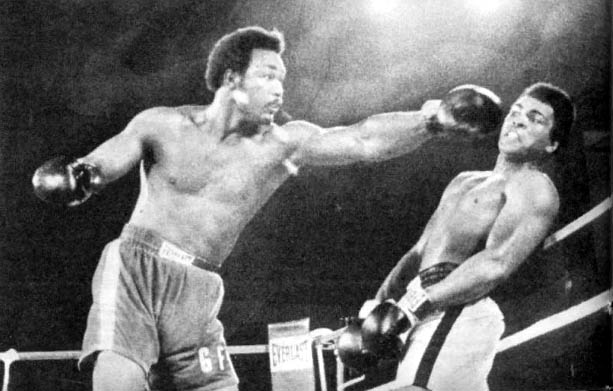
Foreman tentando acertar Muhammad Ali

Quando Foreman e Ali finalmente se encontraram no ringue, Ali começou a luta dançando em volta de seu adversário, como já havia anunciado que iria fazer. Tal foi a intensidade do ataque de George, no entanto, que Ali foi bruscamente empurrado para as cordas. Devido aos socos seguidos de Foreman nas laterais do corpo de seu oponente, rapidamente tornou-se claro que ele era incapaz de acertar um soco da cabeça de Muhammad. As cordas do ringue, sendo razoavelmente elásticas de natureza, permitiram Ali inclinar-se para trás e para frente, desviando das agressivas oscilações de Foreman e então bater nele em corpo-a-corpo, forçando-o a expandir energia extra, desmaranhando a si. Neste dia, ficou incerto se o discurso que Ali fez na pré-luta sobre usar a velocidade de movimento contra Foreman tenha sido apenas um truque de brincadeira, ou se o uso do que foi conhecido como a tática "rope-a-dope" foi um improviso necessário pelas pressões constantes de Foreman.
Em ambos os casos, Ali foi capaz de se esquivar pelas cordas, golpeando o rosto de seu oponente, e foi capaz de penetrar na defesa de Foreman. Com os primeiros rounds passados, Ali continuou a resistir a golpes pesados, e ocasionalmente um duro solavanco na cabeça; todavia, Foreman não conseguia acertar seus socos diretamente no queixo de Ali. Gradualmente, Foreman começou a cansar e seus socos tornaram-se cada vez menos selvagens, perdendo poder no processo. Cada vez mais confiante, Ali provocava Foreman em toda a disputa. Mais tarde, no oitavo round, Ali tomou impulso nas cordas para alavancar uma súbita onda de golpes na cabeça de Foreman, marcada por um duro soco de direita que atingiu com força a mandíbula de Foreman. Foreman foi derrubado, dominado tanto por exaustão como pela força dos ataques de Ali. Ele até tentou se levantar, mas o árbitro finalizou a luta. Esta foi a primeira derrota de Foreman, e Muhammad Ali permaneceria como único boxeador a derrotá-lo por nocaute.
O escritor americano Norman Mailer, conhecido entusiasta dos esportes, relatou esta luta no seu livro The Fight.

## Vida pessoal
George Foreman era casado e teve doze filhos, sendo cinco homens e sete mulheres. Todos os filhos dele também possuem o nome de George. Uma de suas filhas, Freeda Foreman, morreu no dia 9 de março de 2019, no que aparentou ser um suicídio.

### Morte
Em 21 de março de 2025, George Foreman morreu de forma pacífica em sua casa, aos 76 anos.

## Cartel
| Resultado | Cartel | Oponente             | Método                     | Assalto, tempo | Data                    | Idade              | Local                                                                 | Nota                                                                               |
| --------- | ------ | -------------------- | -------------------------- | -------------- | ----------------------- | ------------------ | --------------------------------------------------------------------- | ---------------------------------------------------------------------------------- |
| Derrota   | 76–5   | Shannon Briggs       | Decisão (majoritária)      | 12             | 22 de novembro de 1997  | 48 anos e 316 dias | Etess Arena, Atlantic City, Nova Jersey                               |                                                                                    |
| Vitória   | 76–4   | Lou Savarese         | Decisão (dividida)         | 12             | 26 de abril de 1997     | 48 anos e 106 dias | Convention Hall, Atlantic City, Nova Jersey                           | Defendeu o Cinturão dos Pesados da WBU.                                            |
| Vitória   | 75–4   | Crawford Grimsley    | Decisão (unânime)          | 12             | 3 de novembro de 1996   | 47 anos e 298 dias | NK Hall, Urayasu                                                      | Defendeu o Cinturão dos Pesados da WBU. Ganhou o Cinturão Vago dos Pesados da IBA. |
| Vitória   | 74–4   | Axel Schulz          | Decisão (majoritária)      | 12             | 22 de abril de 1995     | 46 anos e 102 dias | MGM Grand Garden Arena, Paradise, Nevada                              | Defendeu o Cinturão dos Pesados da IBF. Ganhou o Cinturão Vago dos Pesados da WBU. |
| Vitória   | 73–4   | Michael Moorer       | Nocaute                    | 10 (12), 2:03  | 5 de novembro de 1994   | 45 anos e 299 dias | MGM Grand Garden Arena, Paradise, Nevada                              | Ganhou os Cinturões dos Pesados da WBA e da IBF.                                   |
| Derrota   | 72–4   | Tommy Morrison       | Decisão (unânime)          | 12             | 7 de junho de 1993      | 44 anos e 148 dias | Thomas & Mack Center, Paradise, Nevada                                | Pelo Cinturão Vago da WBO.                                                         |
| Vitória   | 72–3   | Pierre Coetzer       | Nocaute Técnico            | 8 (10), 1:48   | 16 de janeiro de 1993   | 44 anos e 6 dias   | Convention Center, Reno, Nevada                                       |                                                                                    |
| Vitória   | 71–3   | Alex Stewart         | Decisão (majoritária)      | 10             | 11 de abril de 1992     | 43 anos e 92 dias  | Thomas & Mack Center, Paradise, Nevada                                |                                                                                    |
| Vitória   | 70–3   | Jimmy K. Ellis       | Nocaute Técnico            | 3 (10), 1:36   | 7 de dezembro de 1991   | 42 anos e 331 dias | Convention Center, Reno, Nevada                                       |                                                                                    |
| Derrota   | 69–3   | Evander Holyfield    | Decisão (unânime)          | 12             | 19 de abril de 1991     | 42 anos e 99 dias  | Convention Hall, Atlantic City, Nova Jersey                           | Pelos Cinturões dos Pesados da WBA, do WBC e da IBF.                               |
| Vitória   | 69–2   | Terry Anderson       | Nocaute                    | 1 (10), 2:59   | 25 de julho de 1990     | 41 anos e 258 dias | London Arena, Londres                                                 |                                                                                    |
| Vitória   | 68–2   | Ken Lakusta          | Nocaute                    | 3 (10), 1:24   | 31 de julho de 1990     | 41 anos e 202 dias | Northlands AgriCom, Edmonton, Alberta                                 |                                                                                    |
| Vitória   | 67–2   | Maguila              | Nocaute                    | 2 (10), 2:39   | 16 de junho de 1990     | 41 anos e 157 dias | Caesars Palace, Paradise, Nevada                                      |                                                                                    |
| Vitória   | 66–2   | Mike Jameson         | Nocaute Técnico            | 4 (10), 2:16   | 17 de abril de 1990     | 41 anos e 97 dias  | Caesars Tahoe, Stateline, Nevada                                      |                                                                                    |
| Vitória   | 65–2   | Gerry Cooney         | Nocaute                    | 2 (10), 1:57   | 15 de janeiro de 1990   | 41 anos e 5 dias   | Convention Hall, Atlantic City, Nova Jersey                           |                                                                                    |
| Vitória   | 64–2   | Everett Martin       | Decisão (unânime)          | 10             | 20 de julho de 1989     | 40 anos e 191 dias | Convention Center, Tucson, Arizona                                    |                                                                                    |
| Vitória   | 63–2   | Bert Cooper          | Decisão Técnica do Árbitro | 2 (10), 3:00   | 1 de junho de 1989      | 40 anos e 142 dias | Pride Pavilion, Phoenix, Arizona                                      |                                                                                    |
| Vitória   | 62–2   | J. B. Williamson     | Nocaute Técnico            | 5 (10), 1:37   | 30 de abril de 1989     | 40 anos e 110 dias | Moody Gardens Hotel Spa, Galveston, Texas                             |                                                                                    |
| Vitória   | 61–2   | Manoel de Almeida    | Nocaute Técnico            | 3 (10), 2:14   | 16 de fevereiro de 1989 | 40 anos e 37 dias  | Atlantis Theater, Orlando, Flórida                                    |                                                                                    |
| Vitória   | 60–2   | Mark Young           | Nocaute Técnico            | 7 (10), 1:47   | 26 de janeiro de 1989   | 40 anos e 16 dias  | Community War Memorial, Rochester, Nova York                          |                                                                                    |
| Vitória   | 59–2   | David Jaco           | Nocaute Técnico            | 1 (10), 2:03   | 28 de dezembro de 1988  | 39 anos e 353 dias | Casa Royal Banquet Hall, Bakersfield, Califórnia                      |                                                                                    |
| Vitória   | 58–2   | Tony Fulilangi       | Nocaute Técnico            | 2 (10), 2:26   | 27 de outubro de 1988   | 39 anos e 291 dias | Civic Center, Marshall, Texas                                         |                                                                                    |
| Vitória   | 57–2   | Bobby Hitz           | Nocaute Técnico            | 1 (10), 2:59   | 10 de setembro de 1988  | 39 anos e 244 dias | The Palace, Auburn Hills, Michigan                                    |                                                                                    |
| Vitória   | 56–2   | Ladislao Mijangos    | Nocaute Técnico            | 2 (10), 2:42   | 25 de agosto de 1988    | 39 anos e 228 dias | Lee County Civic Center, Fort Myers, Flórida                          |                                                                                    |
| Vitória   | 55–2   | Carlos Hernández     | Nocaute Técnico            | 4 (10), 1:36   | 26 de junho de 1988     | 39 anos e 168 dias | Tropworld Casino and Entertainment Resort, Atlantic City, Nova Jersey |                                                                                    |
| Vitória   | 54–2   | Frank Lux            | Nocaute Técnico            | 3 (10), 2:07   | 21 de maio de 1988      | 39 anos e 132 dias | Sullivan Arena, Anchorage, Alasca                                     |                                                                                    |
| Vitória   | 53–2   | Dwight Muhammad Qawi | Nocaute Técnico            | 7 (10), 1:51   | 19 de março de 1988     | 39 anos e 69 dias  | Caesars Palace, Paradise, Nevada                                      |                                                                                    |
| Vitória   | 52–2   | Guido Trane          | Nocaute Técnico            | 5 (10), 2:39   | 5 de fevereiro de 1988  | 39 anos e 26 dias  | Caesars Palace, Paradise, Nevada                                      |                                                                                    |
| Vitória   | 51–2   | Tom Trimm            | Nocaute                    | 1 (10), 0:45   | 23 de janeiro de 1988   | 39 anos e 13 dias  | Sheraton Twin Towers, Orlando, Flórida                                |                                                                                    |
| Vitória   | 50–2   | Rocky Sekorski       | Nocaute Técnico            | 3 (10), 2:48   | 18 de dezembro de 1987  | 38 anos e 342 dias | Bally's Las Vegas, Paradise, Nevada                                   |                                                                                    |
| Vitória   | 49–2   | Tim Anderson         | Nocaute Técnico            | 4 (10), 2:23   | 21 de dezembro de 1987  | 38 anos e 315 dias | Eddie Graham Sports Complex, Orlando, Flórida                         |                                                                                    |
| Vitória   | 48–2   | Bobby Crabtree       | Nocaute Técnico            | 6 (10)         | 15 de setembro de 1987  | 38 anos e 248 dias | The Hitchin' Post, Springfield, Missouri                              |                                                                                    |
| Vitória   | 47–2   | Charles Hostetter    | Nocaute                    | 3 (10), 2:01   | 9 de julho de 1987      | 38 anos e 180 dias | County Coliseum, Oakland, Califórnia                                  |                                                                                    |
| Vitória   | 46–2   | Steve Zouski         | Nocaute Técnico            | 4 (10), 2:47   | 9 de março de 1987      | 38 anos e 58 dias  | ARCO Arena, Sacramento, Califórnia                                    |                                                                                    |
| Derrota   | 45–2   | Jimmy Young          | Decisão (unânime)          | 12             | 17 de março de 1977     | 28 anos e 66 dias  | Roberto Clemente Coliseum, San Juan                                   |                                                                                    |
| Vitória   | 45–1   | Pedro Agosto         | Nocaute Técnico            | 4 (10), 2:34   | 22 de janeiro de 1977   | 28 anos e 12 dias  | Civic Center, Pensacola, Flórida                                      |                                                                                    |
| Vitória   | 44–1   | John Dino Denis      | Nocaute Técnico            | 4 (10), 2:25   | 15 de outubro de 1976   | 27 anos e 279 dias | Sportatorium, Hollywood, Flórida                                      |                                                                                    |
| Vitória   | 43–1   | Scott LeDoux         | Nocaute Técnico            | 3 (10), 2:58   | 14 de agosto de 1976    | 27 anos e 217 dias | Memorial Auditorium, Utica, Nova York                                 |                                                                                    |
| Vitória   | 42–1   | Joe Frazier          | Nocaute Técnico            | 5 (12), 2:26   | 15 de junho de 1976     | 27 anos e 157 dias | Nassau Veterans Memorial Coliseum, Hempstead, Nova York               | Defendeu o Cinturão dos Pesados da NABF.                                           |
| Vitória   | 41–1   | Ron Lyle             | Nocaute                    | 5 (12), 2:28   | 24 de janeiro de 1976   | 27 anos e 14 dias  | Caesars Palace, Paradise, Nevada                                      | Ganhou o Cinturão Vago dos Pesados da NABF.                                        |
| Derrota   | 40–1   | Muhammad Ali         | Nocaute                    | 8 (15), 2:58   | 29 de outubro de 1974   | 25 anos e 293 dias | Stade du 20 Mai, Quinxassa                                            | Perdeu os Cinturões dos Pesados da WBA, WBC e The Ring.                            |
| Vitória   | 40–0   | Ken Norton           | Nocaute Técnico            | 2 (15), 2:00   | 26 de março de 1974     | 25 anos e 75 dias  | Poliedro, Caracas, Venezuela                                          | Defendeu o Cinturão dos Pesados da WBA, WBC e The Ring.                            |
| Vitória   | 39–0   | José Roman           | Nocaute                    | 1 (15), 2:00   | 1 de setembro de 1973   | 24 anos e 234 dias | Nippon Budokan, Tóquio                                                | Defendeu o Cinturão dos Pesados da WBA, WBC e The Ring.                            |
| Vitória   | 38–0   | Joe Frazier          | Nocaute Técnico            | 2 (15), 2:26   | 22 de janeiro de 1973   | 24 anos e 12 dias  | National Stadium, Kingston                                            | Ganhou o Cinturão dos Pesados da WBA, WBC e The Ring.                              |
| Vitória   | 37–0   | Terry Sorrell        | Nocaute                    | 2 (10), 1:05   | 10 de outubro de 1972   | 23 anos e 274 dias | Salt Palace, Salt Lake City, Utah                                     |                                                                                    |
| Vitória   | 36–0   | Miguel Angel Paez    | Nocaute                    | 2 (10), 2:29   | 11 de maio de 1972      | 23 anos e 122 dias | County Coliseum Arena, Oakland, Califórnia                            | Ganhou o título Pan-Americano dos Pesados.                                         |
| Vitória   | 35–0   | Ted Gullick          | Nocaute                    | 2 (10), 2:28   | 10 de abril de 1972     | 23 anos e 91 dias  | The Forum, Inglewood, Califórnia                                      |                                                                                    |
| Vitória   | 34–0   | Clarence Boone       | Nocaute                    | 2 (10), 2:55   | 7 de março de 1972      | 23 anos e 57 dias  | Civic Center, Beaumont, Texas                                         |                                                                                    |
| Vitória   | 33–0   | Joe Murphy Goodwin   | Nocaute                    | 2 (10)         | 29 de fevereiro de 1972 | 23 anos e 50 dias  | Municipal Auditorium, Austin, Texas                                   |                                                                                    |
| Vitória   | 32–0   | Luis Faustino Pires  | Decisão Técnica do Árbitro | 4 (10), 3:00   | 29 de outubro de 1971   | 22 anos e 292 dias | Madison Square Garden, Nova Iorque                                    |                                                                                    |
| Vitória   | 31–0   | Ollie Wilson         | Nocaute                    | 2 (10), 2:35   | 7 de outubro de 1971    | 22 anos e 270 dias | Municipal Auditorium, San Antonio, Texas                              |                                                                                    |
| Vitória   | 30–0   | Leroy Caldwell       | Nocaute                    | 2 (10), 1:54   | 21 de setembro de 1971  | 22 anos e 254 dias | Beaumont, Texas                                                       |                                                                                    |
| Vitória   | 29–0   | Vic Scott            | Nocaute                    | 1 (10)         | 14 de setembro de 1971  | 22 anos e 247 dias | County Coliseum, El Paso, Texas                                       |                                                                                    |
| Vitória   | 28–0   | Gregorio Peralta     | Nocaute Técnico            | 10 (15), 2:52  | 10 de maio de 1971      | 22 anos e 120 dias | County Coliseum Arena, Oakland, Califórnia                            | Ganhou o Cinturão Vago dos Pesados da NABF.                                        |
| Vitória   | 27–0   | Stamford Harris      | Nocaute                    | 2 (10), 2:58   | 3 de abril de 1971      | 22 anos e 83 dias  | Playboy Club, Lake Geneva, Wisconsin                                  |                                                                                    |
| Vitória   | 26–0   | Charlie Boston       | Nocaute                    | 1 (10), 2:01   | 8 de fevereiro de 1971  | 22 anos e 29 dias  | St. Paul Auditorium, Saint Paul, Minnesota                            |                                                                                    |
| Vitória   | 25–0   | Mel Turnbow          | Nocaute Técnico            | 1 (10), 2:58   | 18 de dezembro de 1970  | 21 anos e 342 dias | Center Arena, Seattle                                                 |                                                                                    |
| Vitória   | 24–0   | Boone Kirkman        | Nocaute Técnico            | 2 (10), 0:41   | 18 de novembro de 1970  | 21 anos e 312 dias | Madison Square Garden, Nova Iorque                                    |                                                                                    |
| Vitória   | 23–0   | Lou Bailey           | Nocaute Técnico            | 3 (10), 1:50   | 3 de novembro de 1970   | 21 anos e 297 dias | State Fairgrounds International Building, Oklahoma City, Oklahoma     |                                                                                    |
| Vitória   | 22–0   | George Chuvalo       | Nocaute Técnico            | 3 (10), 1:41   | 4 de agosto de 1970     | 21 anos e 206 dias | Madison Square Garden, Nova Iorque                                    |                                                                                    |
| Vitória   | 21–0   | Roger Russell        | Nocaute                    | 1 (10), 2:29   | 20 de julho de 1970     | 21 anos e 191 dias | Spectrum, Filadélfia, Pensilvânia                                     |                                                                                    |
| Vitória   | 20–0   | George Johnson       | Nocaute Técnico            | 7 (10), 1:41   | 16 de maio de 1970      | 21 anos e 126 dias | The Forum, Inglewood, Califórnia                                      |                                                                                    |
| Vitória   | 19–0   | Aaron Eastling       | Nocaute Técnico            | 4 (10), 2:24   | 29 de abril de 1970     | 21 anos e 109 dias | Cleveland Arena, Cleveland, Ohio                                      |                                                                                    |
| Vitória   | 18–0   | James J. Woody       | Nocaute Técnico            | 3 (10), 0:37   | 17 de abril de 1970     | 21 anos e 97 dias  | Felt Forum, Nova Iorque                                               |                                                                                    |
| Vitória   | 17–0   | Rufus Brassell       | Nocaute Técnico            | 1 (10), 2:42   | 31 de março de 1970     | 21 anos e 80 dias  | Sam Houston Coliseum, Houston, Texas                                  |                                                                                    |
| Vitória   | 16–0   | Gregorio Peralta     | Decisão (unânime)          | 10             | 16 de fevereiro de 1970 | 21 anos e 37 dias  | Madison Square Garden, Nova Iorque                                    |                                                                                    |
| Vitória   | 15–0   | Jack O'Halloran      | Nocaute                    | 5 (10), 1:10   | 26 de janeiro de 1970   | 21 anos e 16 dias  | Madison Square Garden, Nova Iorque                                    |                                                                                    |
| Vitória   | 14–0   | Charley Polite       | Nocaute                    | 4 (10), 0:44   | 6 de janeiro de 1970    | 20 anos e 361 dias | Sam Houston Coliseum, Houston, Texas                                  |                                                                                    |
| Vitória   | 13–0   | Gary Hobo Wiler      | Nocaute Técnico            | 1 (10)         | 18 de dezembro de 1969  | 20 anos e 342 dias | Seattle Center Coliseum, Seattle                                      |                                                                                    |
| Vitória   | 12–0   | Levi Forte           | Decisão (unânime)          | 10             | 16 de dezembro de 1969  | 20 anos e 340 dias | Auditorium, Miami Beach, Flórida                                      |                                                                                    |
| Vitória   | 11–0   | Bob Hazelton         | Nocaute Técnico            | 1 (6), 1:22    | 6 de dezembro de 1969   | 20 anos e 330 dias | International Hotel, Winchester, Nevada                               |                                                                                    |
| Vitória   | 10–0   | Max Martinez         | Nocaute                    | 2 (10), 2:35   | 18 de novembro de 1969  | 20 anos e 312 dias | Sam Houston Coliseum, Houston, Texas                                  |                                                                                    |
| Vitória   | 9–0    | Leo Peterson         | Nocaute                    | 4 (8), 1:00    | 5 de novembro de 1969   | 20 anos e 299 dias | Catholic Youth Center, Scranton, Pensilvânia                          |                                                                                    |
| Vitória   | 8–0    | Roberto Davila       | Decisão (unânime)          | 8              | 31 de outubro de 1969   | 20 anos e 294 dias | Madison Square Garden, Nova Iorque                                    |                                                                                    |
| Vitória   | 7–0    | Vernon Clay          | Nocaute Técnico            | 2 (6), 0:32    | 7 de outubro de 1969    | 20 anos e 270 dias | Sam Houston Coliseum, Houston, Texas                                  |                                                                                    |
| Vitória   | 6–0    | Roy Wallace          | Nocaute                    | 2 (6), 0:19    | 23 de setembro de 1969  | 20 anos e 256 dias | Sam Houston Coliseum, Houston, Texas                                  |                                                                                    |
| Vitória   | 5–0    | Johnny Carroll       | Nocaute                    | 1 (6), 2:19    | 18 de setembro de 1969  | 20 anos e 251 dias | Center Coliseum, Seattle, Washington                                  |                                                                                    |
| Vitória   | 4–0    | Chuck Wepner         | Nocaute Técnico            | 3 (10), 0:54   | 18 de agosto de 1969    | 20 anos e 220 dias | Madison Square Garden, Nova Iorque                                    |                                                                                    |
| Vitória   | 3–0    | Sylvester Dullaire   | Nocaute Técnico            | 1 (6), 2:59    | 14 de julho de 1969     | 20 anos e 185 dias | Rosecroft Raceway, Oxon Hill, Maryland                                |                                                                                    |
| Vitória   | 2–0    | Fred Askew           | Nocaute                    | 1 (6), 2:30    | 1 de julho de 1969      | 20 anos e 172 dias | Sam Houston Coliseum, Houston, Texas                                  |                                                                                    |
| Vitória   | 1–0    | Don Waldhelm         | Nocaute                    | 3 (6), 1:54    | 23 de junho de 1969     | 20 anos e 164 dias | Madison Square Garden, Nova York                                      |                                                                                    |